# Werticilioza maliny
Werticilioza maliny, wertycylioza maliny – choroba malin i jeżyn zaliczana do grupy werticilioz.  Wywołana jest przez grzyba Verticillium dahliae. Patogen ten jest polifagiem porażającym wiele gatunków roślin, zarówno zdrewniałych, jak i zielnych.

## Występowanie i szkodliwość
Jeszcze do niedawna choroba ta miała w Polsce niewielkie znaczenie, występowała bowiem tylko lokalnie i w niedużym nasileniu. Jednak w ostatnich latach staje się coraz częstsza wskutek uodpornienia się wywołujących ją patogenów na środki chemicznej ochrony. Najsilniej występuje w północnej i środkowej Polsce. Jak podają plantatorzy, choroba rozprzestrzenia się
Choroba powoduje zamieranie całych krzewów w ciągu 1-3 lat. Owoce z porażonych krzewów są mniejsze, zdeformowane oraz zawierają mniej cukrów i więcej kwasów organicznych, wskutek czego mają ostry smak.
Według skali opracowanej przez Instytut Ogrodnictwa w Skierniewicach choroba ma w trzystopniowej skali trzeci stopień szkodliwości (choroba bardzo ważna).

## Objawy
Jest to choroba dość trudna do rozpoznania. Często mylona bywa z innymi chorobami powodującymi zamieranie malin. Jej objawy pojawiają się głównie w okresie upalnej i suchej pogody. Mają postać rozległych smug na liściach, początkowo żółtych, potem brunatniejących. Brzegi porażonych liści zwijają się do góry, później liście więdną i zamierają. Na pędach występują brunatno-niebieskie lub niebieskie przebarwienia w postaci podłużnych smug. Na przekroju takich porażonych pędów drewno przebarwia się na brunatno.
Porażeniu może ulegać cały krzew maliny, lub tylko pojedyncze pędy. Gdy objawy wystąpią na całym krzewie, w ciągu 1-3 lat krzew obumiera.

## Etiologia i epidemiologia
Patogen atakuje maliny głównie w ich częściach podziemnych przez włośniki i rany. Jest to gatunek naturalnie występujący w przyrodzie, atakujący także wiele gatunków roślin uprawnych. Z tego powodu werticilioza najbardziej szerzy się na plantacjach zakładanych w pobliżu plantacji ziemniaków, truskawek, ogórków, pomidorów, kapusty i kalafiora, lub na polu po tych plantacjach. Na tych bowiem roślinach rozwija się pierwsze pokolenie patogena, który potem infekuje maliny i jeżyny. Jego zarodniki są przenoszone przez wiatr. W glebach lekkich mogą przetrwać 5 lat, w glebach ciężkich nawet 12–14 lat. Występowaniu choroby sprzyjają więc gleby ciężkie i mało przewiewne. Obserwacje wskazują, że również niezrównoważone nawożenie organiczne i mineralne powoduje łatwiejsze zakażanie się malin i częstsze ich zamieranie. Rozwojowi choroby sprzyja temperatura powyżej 20 °C, z tego też powodu rozwój choroby przyspiesza od końca kwitnienia do momentu zawiązywania owoców.

## Ochrona
Przed założeniem plantacji dobrze jest rok wcześniej zasiać planowane miejsce gorczycą, a gdy zakwitnie, dokładnie ją zaorać. Gorczyca zawiera związki siarkowe, które hamują rozwój znajdujących się ewentualnie w glebie zarodników  V. dahliae. Sadzić tylko sadzonki zdrowe, z pewnego źródła. Podczas uprawy malin dbać o właściwe nawożenie. Szczególnie ważne jest, by nie przekraczać dopuszczalnych norm nawożenia azotem, jego duża ilość sprzyja bowiem rozwojowi patogenów. Wskazane jest używanie siarczanu amonu, który ma odczyn kwaśny.
Chemicznie zwalcza się werticilozę przez opryskiwanie fungicydami. Pierwsze należy wykonać, gdy młode pędy osiągną wysokość 20 cm, następne co 10-14 dni aż do okresu zbiorów (z zachowaniem okresu karencji przed zbiorami). Do opryskiwań stosuje się Euparen Multi 50 WG lub 50 WP, Mythos 300 SC, Preweks 500 SC, Rovral Aquaflo 500 SC, Sadoplon 75 WP, Stoper 500 SC, Sumilex 500 SC. Należy przemiennie stosować środki chemiczne z różnych grup.